# APOBEC3A B
APOBEC3A_B (англ. Apolipoprotein B mRNA editing enzyme catalytic subunit 3A) – білок, який кодується однойменним геном, розташованим у людей на довгому плечі 22-ї хромосоми. Довжина поліпептидного ланцюга білка становить 199 амінокислот, а молекулярна маса — 23 012.
| 10         |  | 20         |  | 30         |  | 40         |  | 50         |
| ---------- |  | ---------- |  | ---------- |  | ---------- |  | ---------- |
| MEASPASGPR |  | HLMDPHIFTS |  | NFNNGIGRHK |  | TYLCYEVERL |  | DNGTSVKMDQ |
| HRGFLHNQAK |  | NLLCGFYGRH |  | AELRFLDLVP |  | SLQLDPAQIY |  | RVTWFISWSP |
| CFSWGCAGEV |  | RAFLQENTHV |  | RLRIFAARIY |  | DYDPLYKEAL |  | QMLRDAGAQV |
| SIMTYDEFKH |  | CWDTFVDHQG |  | CPFQPWDGLD |  | EHSQALSGRL |  | RAILQNQGN  |

A: Аланін

C: Цистеїн

D: Аспарагінова кислота

E: Глутамінова кислота

F: Фенілаланін

G: Гліцин

H: Гістидин

I: Ізолейцин

K: Лізин

L: Лейцин

M: Метіонін

N: Аспарагін

P: Пролін

Q: Глутамін

R: Аргінін

S: Серин

T: Треонін

V: Валін

W: Триптофан

Кодований геном білок за функцією належить до гідролаз. 
Задіяний у таких біологічних процесах, як імунітет, вроджений імунітет, противірусний захист. 
Білок має сайт для зв'язування з іонами металів, іоном цинку. 
Локалізований у цитоплазмі, ядрі.